# Mika Boorem
Mika Sue Boorem (Tucson (Arizona), 18 augustus 1987) is een Amerikaans actrice.

## Biografie
Boorem werd geboren in Tucson en speelde al sinds 1995 in films. Zo was ze te zien in Jack Frost (1998) en Mighty Joe Young (1998). Haar eerste hoofdrol in een film, was in de tienerfilm Sleepover uit 2004. Hierin speelde ze de beste vriendin van het karakter van Alexa Vega. Een jaar later had ze ook een hoofdrol in Smile.
In 2006 was Boorem te zien als Sarah in The Initiation of Sarah, een televisiefilm. Ze had terugkerende rollen in de televisieseries Touched by an Angel en Dawson's Creek.

## Filmografie
- Bibliothèque nationale de France: cb15081496q (data)
- Gemeinsame Normdatei: 1066418292
- International Standard Name Identifier: 0000 0001 1448 3785
- Library of Congress Control Number: no2002031306
- Virtual International Authority File: 75981449
- WorldCat: E39PBJht9RDJCCCpMXyPrg4Dv3